# Robert Montgomery Bird
Robert Montgomery Bird, född 5 februari 1806 i New Castle, Delaware, död 23 januari 1854 i Philadelphia, Pennsylvania, var en amerikansk författare.
Bird framträdde först som dramatiker och författare av historiska romaner, men är mest känd för sin indianroman Nick of the Woods, or The Jibbenainosay (1837, första svenska översättning 1847).

## Svenska översättningar avNick of the Woods
- Roland Forrester's och hans syster Edithas sällsamma äfventyr bland vildarne (anonym översättning?, Rylander, 1847)
- Roland Forresters och hans systers faror och äfventyr bland Nordamerikas indianer (anonym översättning?, Askerberg, 1873)
- Jibbenainosay: Roland Forrester och hans kusin Edits underbara äventyr bland Nordamerikas indianer (ill. Victor Andrén, översättning Louise Arosenius, Bille, 1912)
- Roland Forresters äventyr (Jibbenainosay) (ill. Victor Andrén, översättning Louis Renner, Bonnier, 1941)
- Skogens ande (omslag och illustr. av Nils Stödberg, svensk version av Stig Ericson, Bonnier, 1963)
- Skogens ande (förkortad översättning Carla Wiberg, Lindblad, 1981)